# 小行星3427
小行星3427（英語：3427 Szentmartoni）是一颗围绕太阳公转的小行星。1938年1月6日，G. Kulin在布达佩斯发现了此天体。
这颗小行星的绝对星等为76.45845等。